# Östra Tjärnåstjärnen
Östra Tjärnåstjärnen är en sjö i Sundsvalls kommun i Medelpad och ingår i Ljungans huvudavrinningsområde. Sjön är 12,5 meter djup, har en yta på 0,0287 kvadratkilometer och befinner sig 251,3 meter över havet.

## Delavrinningsområde
Östra Tjärnåstjärnen ingår i det delavrinningsområde (692077-155139) som SMHI kallar för Utloppet av Östra Tjärnåstjärnen. Medelhöjden är 281 meter över havet och ytan är 0,42 kvadratkilometer. Det finns inga avrinningsområden uppströms utan avrinningsområdet är högsta punkten. Vattendraget som avvattnar avrinningsområdet har biflödesordning 3, vilket innebär att vattnet flödar genom totalt 3 vattendrag innan det når havet efter 46 kilometer. Avrinningsområdet består mestadels av skog (81 procent).